# Shadow Gallery
Shadow Gallery is een progressieve-metalband uit Lehigh Valley, Pennsylvania (Verenigde Staten). De band werd in 1990 opgericht, en kwam voort uit de coverband Sorcerer. De naam Shadow Gallery haalde de band uit de striproman V for Vendetta van Alan Moore.

## Geschiedenis en kenmerken
Het debuutalbum kenmerkt zich door de progressieve rock-stijl, onder meer goed hoorbaar in het ruim 17 minuten durende nummer The Queen of the City of Ice. Dit nummer sloot goed aan bij de doelgroep van het in 1981 opgerichte label Magna Carta, waaronder de band het naar zichzelf genoemde debuutalbum in 1992 uitbracht. De band maakte op dit eerste album nog gebruik van een drumcomputer, die ze bij de credits Ben Timely noemen. Het voor de band kenmerkende geluid van de fluit doet op dit album direct zijn intrede.
De band werd enerzijds als Dream Theater-kloon bestempeld, terwijl de band ook lof kreeg voor haar professionele spel.
De muziek van de daaropvolgende albums wordt meer gerekend tot progressive metal, door het hardere geluid en de grote rol voor de gitaar. De muziek wordt beschreven als een menging van de traditionele progressieve metal en de complexiteit en grandeur van de klassieke muziek. Er werd inspiratie geput uit de prog-muziek uit de jaren 70 van onder meer Pink Floyd en Kansas, terwijl er ook invloeden van de neo-classical metal van Yngwie Malmsteen en het stevigere werk van Judas Priest hoorbaar zijn.
De band schreef, niet ongebruikelijk in dit genre, conceptalbums. Doorheen Tyranny (1998) en Room V (2005) loopt één verhaallijn, geschreven door bassist  Cadden-James. Op deze albums wordt gebruik gemaakt van enkele gastmuzikanten, waaronder James LaBrie van Dream Theater als zanger in het nummer I Believe op het album Tyranny.
Op 29 oktober 2008 stierf de zanger van de band, Mike Baker, op 45-jarige leeftijd aan een hartaanval. Een jaar later bracht de band het album Digital Ghosts uit met Brian Ashland als nieuwe leadzanger.

## Shadow Gallery live in Nederland en België
De band trad pas in 2010 voor het eerst op. Het eerste concert buiten de Verenigde Staten vond plaats in Baarlo tijdens ProgPower Europe 2010 op 2 oktober. Het door fans lang gekoesterde Europese livedebuut zorgde ervoor dat het festival voor het eerst in haar bestaan uitverkocht raakte. Op 17 oktober van hetzelfde jaar speelde de band in België in zaal Biebob te Vosselaar. Van dit concert is een registratie gemaakt met acht camera's, maar tot een release is het nooit gekomen. Tijdens de tweede Europese tournee trad Shadow Gallery op 4 oktober 2013 andermaal op als hoofdact van ProgPower Europe. Ook deze show was uitverkocht.

## Discografie
- Shadow Gallery (1992)
- Carved in Stone (1995)
- Tyranny (1998)
- Legacy (2001)
- Room V (2005)
- Digital Ghosts (2009)